# 1991

## Події
- 1 січня — Люксембург розпочав головування в Раді ЄС[1].
- 3-13 січня в Перті (Австралія) пройшов VI чемпіонат світу з водними видами спорту.
- 1 квітня — відбувся розпад Організації Варшавського договору.
- 9 квітня — у Львові засноване творче об'єднання Фонд Мазоха (Роман Віктюк, Ігор Подольчак та Ігор Дюрич).
- 1 липня — Нідерланди розпочали головування в Раді ЄС[1].
- 24 липня — Урочисте відкриття пам'ятної таблиці в Батурині в пам'ять гетьмана Івана Мазепи.
- 24 липня — У Києві створено Спілку офіцерів України.
- 24 липня — Біля Київської міськради піднято на щоглі синьо-жовтий прапор України.
- 18-21 серпня — Спроба державного перевороту в СРСР. На кілька днів створено ДКНС (російською — ГКЧП).
- 24 серпня — Україна проголошує незалежність від СРСР.
- 25 серпня — Білорусь проголошує незалежність від СРСР.
- 17 вересня — публікація вихідного коду Linux.
- 1 грудня — відбувся всеукраїнський референдум з питання незалежності України.
- 1 грудня — відбулися перші вибори президента України.
- 2 грудня — Польща першою серед закордонних країн визнала державну незалежність України.
- 8 грудня — в Білорусі, у селі Віскули, біля Біловезької пущі, лідери трьох радянських республік — Росії, України та Білорусі Борис Єльцин, Леонід Кравчук і Станіслав Шушкевич — підписали угоду, згідно з якою Радянський Союз припинив існування як суб'єкт міжнародного права.

- 25 грудня - Розпад СРСР

## Наука
- у Києві на місці колишньої Києво-Братської колегії було відкрито Києво-Могилянську академію, яка згодом дістала статус Національного університету «Києво-Могилянська академія».
- Вийшла друком 12-та редакція американського підручника з внутрішніх хвороб Основи внутрішньої медицини за ред. Т. Гарісона.

## Народились
- 13 січня
  - Богдан Бутко, український футболіст.
  - ХАС, український хіп-хоп виконавець.
- 21 січня — Михайло Федоров, віце-прем'єр-міністр — міністр цифрової трансформації України.
- 24 січня — Жан Беленюк, український борець греко-римського стилю, чемпіон Олімпійських ігор (2020). Народний депутат України IX скликання.
- 7 лютого — Наталія Довгодько, українська веслувальниця, олімпійська чемпіонка.
- 15 лютого — MARUV, українська співачка.
- 2 березня — Валерія Гузема, українська підприємиця-ювелірка, дизайнерка ювелірних прикрас, благодійниця.
- 15 березня — Сергій Кривцов, український футболіст.
- 3 квітня — Гейлі Кійоко, американська акторка, танцюристка, співачка та музикантка.
- 28 квітня
  - Карина Жиронкіна, українська модель. Міс Україна 2012.
  - Олександр Скічко, український телеведучий, політик.
- 2 травня — Сергій Сидорчук, український футболіст, опорний півзахисник збірної України та бельгійського клубу «Вестерло».
- 4 травня — Євген Янович, український актор та співзасновник студії «Мамахохотала».
- 18 травня — Анастасія Іванова, російська та українська акторка театру і кіно.
- 21 травня — Євгеній Макаренко, український футболіст.
- 26 травня — ART DEMUR, український співак, композитор, автор пісень.
- 31 травня — Дар'я Петрожицька, українська акторка театру і кіно.
- 13 червня — Юлія Думанська, українська співачка.
- 14 червня — alyona alyona, українська реп-співачка, авторка пісень.
- 27 червня — Денис Прокопенко, український офіцер, командир Окремого загону спеціального призначення «Азов».
- 28 червня — Артем Пивоваров, український виконавець, автор пісень, саунд-продюсер.
- 7 серпня — Наталка Кобізька, українська акторка театру та кіно.
- 26 серпня — Ділан О'Браєн, американський актор і музикант.
- 11 жовтня — Тобі Фокс, американський розробник відеоігор та композитор.
- 13 жовтня — Тарас Чмут, український волонтер, голова фонду «Повернись живим».
- 23 жовтня — Анастасія Зюркалова, українська акторка.
- 24 жовтня — Yarmak, український реп-виконавець.
- 5 листопада — Дмитро Підручний, український біатлоніст, чемпіон світу.
- 15 листопада — Шейлін Вудлі, американська акторка.
- 12 грудня — Анна Заячківська, українська модель, акторка. Міс Україна 2013.
- 17 грудня — Артем Мєх, український співак, колишній соліст групи «Пара Нормальних».
- 24 грудня — Луї Томлінсон, британський співак та автор пісень.
- 31 грудня
  - Олександр Піскунов, український актор театру та кіно.
  - Kyivstoner, український відеоблогер та репер. Колишній учасник проєкту «Грибы».

## Померли
- 14 липня — Морозенко Павло Семенович, радянський актор театру і кіно, Заслужений артист УРСР (1973).
- 7 вересня — Макміллан Едвін Маттісон, американський фізик, лауреат Нобелівської премії з хімії (1951); синтезував трансуранові елементи нептуній-239 (1940) і плутоній-239 (1941)
- 24 листопада — Фредді Мерк'юрі, британський музикант, вокаліст рок-гурту «Queen». Помер від СНІДу у своєму будинку у Лондоні.
- 31 грудня — Бєлов Юрій Андрійович, російський актор.

## Нобелівська премія
- З фізики: П'єр Жиль де Жен (Франція) — «За виявлення того, що методи, розвинені для вивчення явищ упорядкованості в простих системах, можуть бути узагальнені на рідкі кристали й полімери»
- З хімії: Ріхард Ернст (Швейцарія) — «За внесок у розвиток методології ядерної магнітної резонансної спектроскопії високого розділення»
- З медицини та фізіології: Ервін Неер, Берт Закман (обидва Німеччина) — «За відкриття, що стосуються функцій одиночних іонних каналів в клітинах»
- З економіки: Рональд Коуз (Велика Британія, США) — «За відкриття і ілюстрацію важливості трансакційних витрат і прав власності для іституційних структур і функціонування економіки»
- З літератури: Надін Ґордімер (ПАР) — «яка своїм прекрасним епосом принесла величезну користь людству»
- Нобелівська премія миру: Аун Сан Су Чжі (М'янма) — «як захисник прав людини».

## Державна Премія УРСР імені Тараса Шевченка
Див. Національна премія України імені Тараса Шевченка — лауреати 1991 року.

## Державна премія України в галузі науки і техніки1991
Список лауреатів див. Лауреати Державної премії України в галузі науки і техніки (1991).